# 동메달

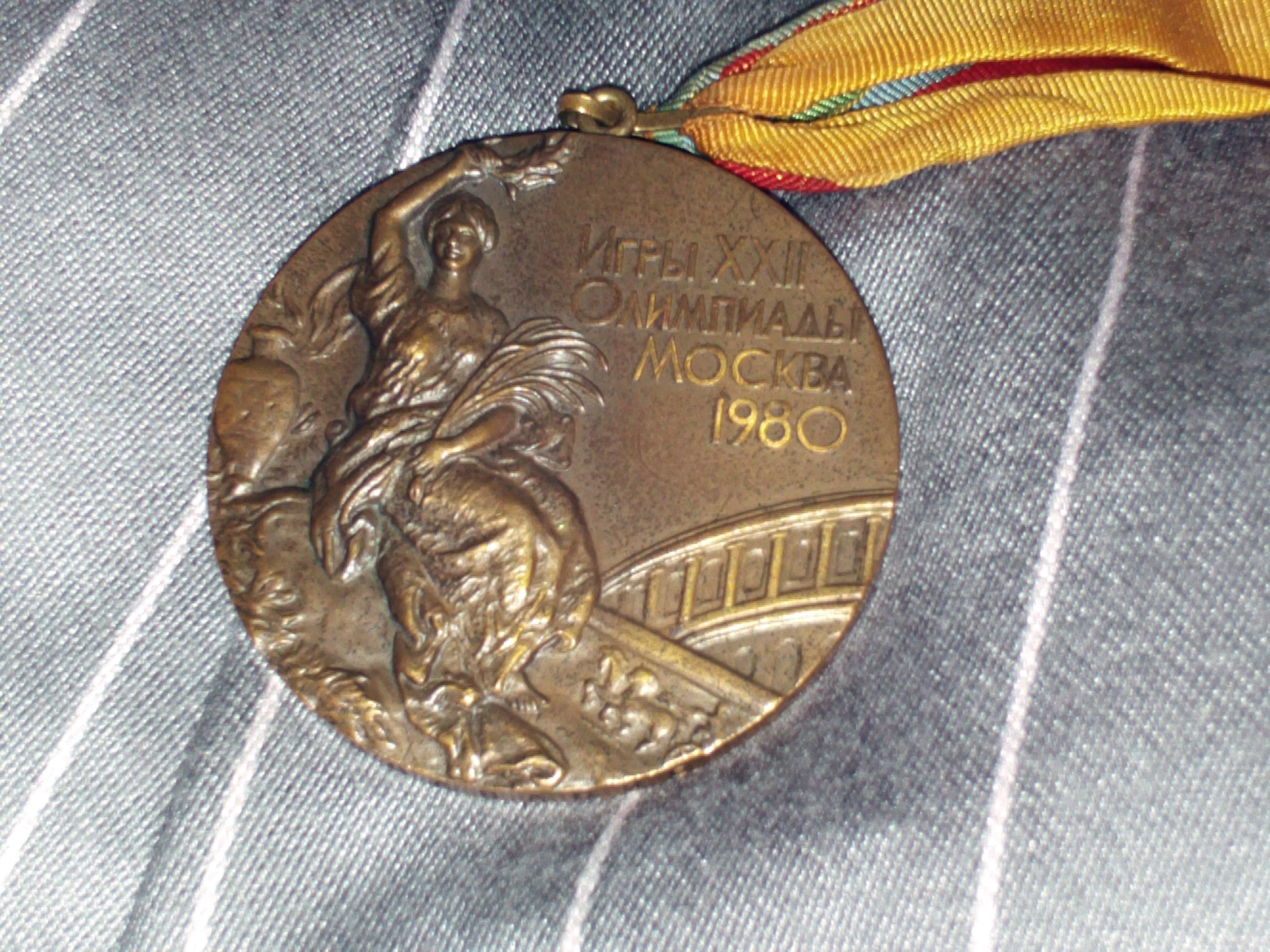
1980년 하계 올림픽의 동메달

동메달은 각종 대회, 특히 올림픽 경기, 아시안 게임, 동남아시아 경기 대회, 코먼웰스 게임과 같은 운동 경기에서 세 번째로 높은 업적을 달성한 사람에게 주는 메달이다.

## 올림픽
올림픽에서 동메달은 구리와 주석을 합금한 청동으로 만들 것을 규정으로 하고 있다. 1896년과 1900년에는 1위와 2위에게만 상을 수여하였다. 3위의 승자에게 청동으로 된 메달을 수여하는 관행은 1904년 경기에서부터 시작되었고, 다른 스포츠 경기에서도 이것을 채용하였다. 메달의 주조는 개최 도시에서 담당한다. 1928년부터 1968년까지의 메달 디자인은 모두 동일한데, 앞면은 플로렌스 예술가 주세페 카시올리의 포괄적인 디자인과 함께 개최 도시의 이름이 새겨져 있으며, 뒷면은 올림픽 우승자를 새긴 포괄적인 디자인으로 구성되어 있다.
1972년부터 2000년까지는 카시올리의 디자인 (또는 약간의 변형)을 앞면에 남겨두고 뒷면에 개최 도시가 자유롭게 디자인을 새겼다. 카시올리의 디자인은 로마의 원형 경기장을 담고 있었는데, 아테네에서 개최한 2004년 하계 올림픽부터는 그리스가 본래의 올림픽 발상지였음을 나타내기 위해 엘레나 보스티가 제작한 새로운 앞면 디자인을 선정하였다. 새롭게 디자인된 앞면에는 날개 달린 승리의 여신 니케가 월계관을 건네는 모습이 묘사되어 있으며, 최초의 근대 올림픽이 개최된 파나티나이코 경기장을 배경으로 하고 있다.
동계 올림픽 메달은 하계 올림픽에 비해 매우 다양한 재료와 디자인으로 만들어진다. 복싱과 유도, 태권도와 같은 일부 토너먼트 스포츠에서는 공동 3위를 인정하여, 동메달을 두 개 수여하는데, 패자부활전에서 승리한 사람, 또는 결승전에서 패배한 사람에게 동메달이 주어진다.
한국인 중에서는 남승룡이 최초로 동메달을 획득했으나 대한민국 국적자로만 따진다면 김성집이 최초로 동메달을 땄다.

## 심리학 연구
1995년 사회심리학자 빅토리아 메드세크와 스콧 매디, 토마스 길로비치는 올림픽에서의 반대 가정법적 사고 효과를 연구하였다. 이 연구에서 동메달을 받은 운동 선수는 은메달을 받은 운동 선수보다 승리에 대해서 더욱 기뻐한다는 사실이 드러났다. 은메달 수령자는 금메달을 놓친 것에 대해서 좌절하는 반면, 동메달 수령자는 4위로 밀려나 아예 메달을 받지 못할 수도 있었기 때문에 주어진 메달에 만족한다는 것이다. 이것은 FIFA 월드컵처럼 결승전에서 패배하여 은메달을 받는 반면, 플레이오프에서 승리하여 동메달을 받는 승자 진출 경기에서 확연히 드러난다.

## 같이 보기
- 금메달
- 은메달